# Kanton Saint-Nazaire-Ouest
Kanton Saint-Nazaire-Ouest (fr. Canton de Saint-Nazaire-Ouest) je francouzský kanton v departementu Loire-Atlantique v regionu Pays de la Loire. Tvoří ho pouze západní část města Saint-Nazaire.